# 珍妮海恩斯案
珍妮.海恩斯（英語：Jeni Haynes），澳洲人，將其父親理查.海恩斯（英語：Richard Haynes）告上法庭，並為自己伸張正義的女性。珍妮因長期被其父施虐性侵，分裂出約2500個人格。法庭上，珍妮的多重人格輪流作為證人，將其父施虐和性侵的事實經過詳細陳明。最終其父親理查被定罪服刑。此案是澳洲法院首次在法庭中，採用多重人格作為證人的案件。其故事由60分鐘（60 Minutes Australia）在2019年五月播出。該節目透過深度訪談形式，訪問珍妮、治療珍妮的心理醫師、及調查此兒童施虐案的警察了解案件真相；也在其中談討珍妮的多重人格，於她受虐期間和訴訟期間所扮演的角色。
2022年9月4日，60分鐘再次回訪珍妮。訪談內容聚焦在珍妮及其母親的和解，和珍妮在伸張正義後，如何重拾生活。珍妮的多重人格至今仍幫助她適應生活。現在她已獲得博士和碩士學位，其攻讀領域分別為犯罪學及心理學。